# ナイキ・ハイダック
ナイキ・ハイダック（Nike Hydac）はアメリカ合衆国の観測ロケット。2段式固体ロケットで、ナイキ・エイジャックスシステムを元としている。
ホワイトサンズ・ミサイル実験場やポーカーフラットロケット発射場、クェゼリンミサイル射場、リオ・グランデ空港（Cassino Site、ブラジル）、North Truro Air Force Stationといった世界各地で、87回打ち上げられた。
開発はマサチューセッツ州ケンブリッジのAFCRL（Air Force Cambridge Research Laboratory）。

## ナイキプラットフォーム
- 2段ロケット
  - 1段目: ナイキ
  - 2段目: ハイダック
- 全重量: 900 kg
- 全長: 9.10 m
- 直径: 0.42 m
- 推力: 217.00 kN
- 高度: 150 km
- 初飛行: 1966-11-05
- 最終飛行: 1983-06-16
- 発射回数: 87

参考